# Gregorio Fonseca
Gregorio Fonseca Recio (ur. 26 listopada 1965 w La Seca) – hiszpański piłkarz, występujący na pozycji napastnika.
W 1992 rozegrał 4 mecze i strzelił 1 gola w reprezentacji Hiszpanii.